# Wereldkampioenschappen roeien 1980
De 10e editie van de wereldkampioenschappen roeien werd in 1980 gehouden in Hazewinkel, nabij Willebroek, België. In dit Olympisch jaar werden alleen de onderdelen van de "lichte klasse" gehouden. Dit betekende ook dat er geen vrouwen meededen. 
Dit wereldkampioenschap voor senioren werd gecombineerd met het wereldkampioenschap voor junioren (jongens en meisjes). Interessant feit: onder deze junioren bevond zich ook Steve Redgrave, de latere vijfvoudig Olympisch kampioen, die hier in de dubbel twee zijn opwachting maakte.

## Medaillewinnaars

### Mannen
| Bootklasse              | Goud | Goud | Zilver | Zilver | Brons | Brons |
| Lichte skiff LM1x       | Christian Georg Wahrlich |      | William Belden |        | Antonio Montosa |       |
| Lichte dubbel twee LM2x | Italië Francesco Esposito Ruggero Verroca |      | Verenigde Staten Scott Roop Lawrence Klecatsky |        | Zwitserland Kurt Steiner Reto Wyss |       |
| Lichte vier zonder LM4- | Australië Graham Gardiner Charles Bartlett Clyde Hefer Simon Gillett                                                                            |      | Denemarken Mogens Rasmussen Juul Søren Christensen Jan Christensen Kim Hagsted                                                                              |        | Verenigd Koninkrijk Antony Richardson Andrew Cusack Duncan Innes Colin Cusack                                                                                                  |       |
| Lichte acht LM8+        | Verenigd Koninkrijk Colin Barratt David Hosking Robert Downie Nicholas Howe Peter Zeun Clive Roberts Nigel Read Stephen Simpole Simon Jefferies |      | Frankrijk Bernard Gronchi Thierry Farelle Bertrand Razat Serge Grenier Jean-François Razat Gerard Avril Maxime Mantovani Laurent Fritsch Bertrand Le Cossec |        | Spanje Felix Alonso Muñoz Carlos Sáez Bernardos José Marti Miranda Francisco Goicoechea García Luis Arteaga Leon José Rojí Angel Sáez Bernardos Fernando Climent Javier Sabriá |       |

## Medaillespiegel
| Plaats | Land                | Goud | Zilver | Brons | Totaal |
| 1      | Verenigd Koninkrijk | 1    | 1      | 0     | 2      |
| 2      | Australië           | 1    | 0      | 0     | 1      |
| 2      | West-Duitsland      | 1    | 0      | 0     | 1      |
| 2      | Italië              | 1    | 0      | 0     | 1      |
| 5      | Verenigde Staten    | 0    | 2      | 0     | 2      |
| 6      | Frankrijk           | 0    | 1      | 0     | 1      |
| 7      | Spanje              | 0    | 0      | 2     | 2      |
| 8      | Denemarken          | 0    | 0      | 1     | 1      |
| 8      | Zwitserland         | 0    | 0      | 1     | 1      |
| Totaal | Totaal              | 4    | 4      | 4     | 12     |

Edities

1962 Luzern · 
1966 Bled · 
1970 St. Catharines · 
1974 Luzern · 
1975 Nottingham · 
1976 Villach · 
1977 Amsterdam · 
1978 Hamilton (alleen zwaar) · 
1978 Kopenhagen (alleen licht) · 
1979 Bled · 
1980 Hazewinkel · 
1981 München · 
1982 Luzern · 
1983 Duisburg · 
1984 Montréal · 
1985 Hazewinkel · 
1986 Nottingham · 
1987 Kopenhagen · 
1988 Milaan · 
1989 Bled · 
1990 Lake Barrington · 
1991 Wenen · 
1992 Montréal · 
1993 Račice · 
1994 Indianapolis · 
1995 Tampere · 
1996 Motherwell · 
1997 Aiguebelette · 
1998 Keulen · 
1999 St. Catharines · 
2000 Zagreb · 
2001 Luzern · 
2002 Sevilla · 
2003 Milaan · 
2004 Banyoles · 
2005 Gifu · 
2006 Eton · 
2007 München · 
2008 Ottensheim · 
2009 Poznań · 
2010 Hamilton · 
2011 Bled · 
2012 Plovdiv · 
2013 Chungju · 
2014 Amsterdam ·
2015 Aiguebelette ·
2016 Rotterdam ·
2017 Sarasota ·
2018 Plovdiv ·
2019 Ottensheim ·
2020 Bled ·
2021 Shanghai ·
2022 Račice ·
2023 Belgrado ·
2024 St. Catharines ·
2025 Shanghai · 
2026 Amsterdam

Onderdelen

Skiff · 
Lichte skiff · 
Dubbel twee · 
Lichte dubbel twee · 
Twee zonder · 
Lichte twee zonder · 
Twee met

Dubbel vier · 
Dubbel vier met · 
Lichte dubbel vier · 
Vier zonder · 
Lichte vier zonder · 
Vier met · 
Acht · 
Lichte acht